# トミスラヴ2世
アイモーネ・ディ・サヴォイア＝アオスタ（イタリア語: Aimone di Savoia-Aosta、1900年3月9日 - 1948年1月29日）は、イタリア王国の王族で、第4代アオスタ公爵（在位：1942年3月3日 - 1948年1月29日）、クロアチア独立国の国王（在位：1941年5月18日 - 1943年10月12日）。クロアチア国王としてはトミスラヴ2世（クロアチア語: Tomislav II.）と呼ばれる。
全名はアイモーネ・ロベルト・マルゲリータ・マリーア・ジュゼッペ・トリノ・ディ・サヴォイア（イタリア語: Aimone Roberto Margherita Maria Giuseppe Torino di Savoia）。

## 生涯
1900年、第2代アオスタ公爵エマヌエーレ・フィリベルト（スペイン国王アマデオ1世と妃マリア・ビトリアの子）とエレナ妃（オルレアン公爵フィリップとスペイン王女マリア・イザベルの娘）の第2子としてトリノで生まれた。曾祖父はイタリア国王ヴィットーリオ・エマヌエーレ2世であり、サヴォイア家支流のサヴォイア＝アオスタ家の出身であった。
1904年9月22日、生涯の称号となるスポレート公爵に叙された。1921年4月1日、アイモーネ王子は、イタリア王国元老院の議員となった。当時、サヴォイア家の王子たちは、21歳で元老院議員となり、投票権は25歳から認められていた。
1929年、叔父アブルッツィ公ルイージ・アメデーオが、カラコルム山脈のK2への登頂を試みてから20年後、アイモーネ王子はカラコルム山脈への遠征隊を率いた。その遠征隊の隊員には、アルディート・デジオも加わっていた。20年前の叔父のK2登頂失敗もあって、アイモーネ王子の遠征隊はもっぱら当地の学術調査に専念した。これによって、1932年にイギリスの王立地理学会 (RGS) から金メダル（パトロンズ・メダル）を授与された。
スペイン国王アルフォンソ13世の王女ベアトリスと恋仲になった後、1939年7月1日に、アイモーネ王子はギリシャ国王コンスタンティノス1世と旧ドイツ皇帝家出身の王妃ソフィアの間の娘であるイレーネと、フィレンツェで結婚した。夫妻の間には、息子アメデーオ・ディ・サヴォイア＝アオスタが1943年に生まれた。
第二次世界大戦中の1941年、ドイツ・イタリアの枢軸軍がユーゴスラビアを占領すると、クロアチアの大部分とボスニア・ヘルツェゴビナを併せ、クロアチア独立国を創設した。そしてクロアチア政府の首班アンテ・パヴェリッチは、イタリアから国王を迎えようとムッソリーニに打診し、アイモーネが選ばれた。
1941年5月18日、アイモーネはクロアチア建国の英雄トミスラヴ（Tomislav）の名を取り、クロアチア国王トミスラヴ2世たることを宣言した。しかし、クロアチア王位は形式的意義しか持たず、いかなる実際上の権力も有さなかった。また、クロアチア人によるテロを恐れ、自らの領土には足を踏み入れず、フィレンツェに留まった。そして、連合国に対するイタリアの降伏を受け、1943年10月12日にクロアチア王位を放棄した。
一方、兄の第3代アオスタ公爵アメデーオがタンガニーカのイギリス軍捕虜収容所で死亡したため、1942年3月3日、第4代アオスタ公爵の地位を継承した。
戦後、国民投票に基づきイタリアの王制が廃止され、サヴォイア家が国外追放されると、アイモーネはアルゼンチンに移住した。そして、1948年にブエノスアイレスで死去した。

## 家族
1939年7月1日、ギリシャ国王コンスタンティノス1世とソフィア王妃の娘であるイレーネ王女とフィレンツェで結婚し、1男を儲けた。
- アメデーオ（1943年 - 2021年） 第5代アオスタ公爵

## 称号
トミスラヴ2世の国王時代の正式な称号は以下の通りである。
- Re di Croazia, Principe di Bosnia ed Erzegovina, Voivoda di Dalmazia, Tuzla e Temun, Duca d'Aosta, Principe di Cisterna e Belriguardo, Marchese di Voghera, Conte di Ponderano
- クロアチアの国王、ボスニア・ヘルツェゴビナの公、ダルマチア・トゥズラ・テムンのヴォエヴォド、アオスタの公爵、チステルナとベルリグアルドの公、ヴォゲーラの侯爵、ポンデラーノの伯爵